# Vitrificado
El vitrificado consiste en un proceso industrial de protección de superficies, en particular de madera, mediante la aplicación de un pulimento y barniz. El procedimiento de vitrificado tiene su origen en Italia. Surge a causa de proteger las superficies que están permanentemente sometidas un intenso tráfico o expuestas a humedad.  Dichas circunstancias pueden ocasionar fuertes daños en las superficies, como rayaduras profundas, huecos, surcos en las junturas, manchado, podrido, humedecido, levantado, cuchareado, despegado, etc., que generan su deterioro físico y estético.
Por su nombre ser un derivado de la palabra VITRO o vidrio, en la mayoría de los casos, también se usa para decir que, es un proceso que da brillo, como si tuviera puesto un vidrio. 

## Usos
El vitrificado puede aplicarse a los siguientes objetos o materiales:
Por su nombre ser un derivado de la palabra VITRO o vidrio, en la mayoría de los casos, también se usa para decir que, es un proceso que da brillo, como si tuviera puesto un vidrio. Los procesos de vitrificado, científicamente son más correctamente llamados a los procesos que, de alguna manera, mayormente por efecto de reacción química, calentamiento o hasta fundición, dejan sobre la superficie una capa de sílice, que es la base del vidrio; como por ejemplo, las baldosas o mosaicos cerámicos, vajillas, pisos o suelos de base calcárea, o de carbonato de calcio, como los mármoles, terrazos, cemento hidráulico, concreto, etc.; también existe un proceso similar, llamado cristalización, o vitrificación o cristalizado por vitrificación, que también es un aplicado a ciertos metales para, primordialmente, darles una protección adicional. Las resinas o polímeros tienden a dar acabados brillantes, en especial los barnices marinos, los poliuretanos y los epóxicos, que son muy usados en pisos de parqué, entablados, lamino-tablas, puertas, muebles de madera, pisos flotantes, persianas, escaleras, barandas, interior de embarcaciones, artesanías y otros.

## Proceso de vitrificado
- Paso 1: Pulido del piso de madera natural. En esta fase inicial se aplican 5 pasadas de lijas con diferentes granos graduados desde el 24, 40, 80, 100 hasta el 150, los cuales le dan una terminación óptima al trabajo final. Entre el grano 24 y 40 hay que sellar las uniones del piso que están separadas para que el piso quede continuo en toda su extensión. Esto se ejecuta con una pasta selladora. Se debe verificar, además, la eliminación de todo rastro de humedad y dejar absolutamente limpio el piso.

- Paso 2: Vitrificado sellador del piso. Después de terminar el trabajo del paso 1, la superficie a aplicar debe estar pulida y limpia, libre de grasa, aceite, cera, suciedad, polvo y otros. Se aplica, entonces, una capa de vitrificado de alto tráfico el cual cumple la función de sellar el piso de sus poros completamente y es aplicado previo al vitrificado definitivo. Esto se realiza con el fin de que el vitrificado definitivo quede efectivamente sobre la superficie del piso y no sea absorbido por la madera perdiéndose completamente las propiedades. Se recomienda, igualmente, luego de esta fase el que se deba pulir la superficie con lija, para efectos de eliminar pelillos o aglomeraciones producidas en el proceso.

- Paso 3: Vitrificado del piso definitivo. Para el vitrificado definitivo del piso de madera natural, se aplican 3 capas de vitrificado de alto tráfico, el cual se deja cristalizar en diferentes intervalos, con el fin de establecer la óptima cristalización del vitrificado.

## Consecuencias del vitrificado
- Piso reluciente, pero no necesariamente brillante. La brillantez depende del tipo de esmaltado: puede ser brillante, semibrillo o aún opaco. No requiere ningún tipo de máquina para dejar brillante el piso.

- Impermeable queda el piso o superficie en un 99%, ya que se crea una especie de vidrio sobre el objeto. No obstante, el vitrificado no evita la humedad derivada de contrapiso o radier, la que requiere tratamiento especial.

- Fácil mantenimiento. No requiere encerado. Resistente a manchas. Se limpia sólo con agua para mantener el piso ante cualquier mancha (se recomienda secar bien el piso por la falta de porosidad).

- El piso queda con gran dureza (relativa al producto que se utilice) y resistente a rayones.

- Flexibilidad y transparencia del vitrificado.

- El piso queda liso.

- Ciertos barnices nivelan los pisos.

Precauciones que se deben observar sobre el vitrificado:
- Algunos barnices son inflamables en el proceso, y se recomienda no someterlos a excesivo calor y aplicarlos en lugares bien ventilados.

- Deslizante. Puede generar derrapes, en especial en escaleras, a causa del pulido con lija, del carácter impermeabilizante y no poroso, pudiendo provocar accidentes como resbalones y torceduras en los usuarios. Se recomienda tomar precauciones con algún implemento que evite el derrape o el deslizamiento.

## Vida útil
Las condiciones que marcan la vida útil del vitrificado y el pulimento, no vienen determinadas por el propio pulido, sino por la calidad del producto, el barniz o esmalte, en lo tocante a la dureza de las capas de vitrificado aplicadas sobre el piso.